# Turośl (osada leśna w województwie podlaskim)
Turośl – osada leśna w Polsce położona w województwie podlaskim, w powiecie kolneńskim, w gminie Turośl.
W latach 1975–1998 miejscowość położona była w województwie łomżyńskim.